# نموذج أنجلو-سكسوني
النموذج الأنجلو سكسونية أو الرأسمالية الأنجلو ساكسونية (يسمى لأنه يمارس في البلدان الناطقة باللغة الإنجليزية مثل المملكة المتحدة، والولايات المتحدة، كندا، نيوزيلندا، أستراليا  وأيرلندا)  هو نموذج رأسمالي ظهر في سبعينيات القرن الماضي على يد كلية شيكاغو للاقتصاد. ومع ذلك، يعود أصوله إلى القرن الثامن عشر في المملكة المتحدة تحت أفكار الاقتصادي الكلاسيكي آدم سميث.
تشمل خصائص هذا النموذج انخفاض مستويات تدخل الدولة والضرائب والقطاع العام يقدم خدمات قليلة للغاية. يمكن أن يعني أيضًا حقوق ملكية خاصة قوية، وإنفاذ العقود، والسهولة الإجمالية لممارسة الأعمال التجارية وكذلك حواجز منخفضة أمام التجارة الحرة.

## خلافات حول المعنى
يجادل مؤيدو مصطلح «الاقتصاد الأنجلوسكسوني» أن اقتصادات هذه البلدان ترتبط حاليًا ارتباطًا وثيقًا بتوجهاتها الليبرالية والأسواق الحرة بحيث يمكن اعتبارها متقاربة لنموذج اقتصاد كلي معين. ومع ذلك، فإن أولئك الذين لا يتفقون مع استخدام المصطلح يدعون أن اقتصادات هذه الدول تختلف عن بعضها البعض بقدر ما تختلف عن ما يسمى بالاقتصاديات «رأسمالية الرفاه» في أوروبا الشمالية والقارية.
عادة ما يتناقض نموذج الأنجلوسكسونية للرأسمالية مع النموذج القاري للرأسمالية، والمعروفة باسم اقتصاد السوق الاجتماعي أو النموذج الألماني، لكنه يتناقض أيضًا مع نماذج الرأسمالية الأوروبية الشمالية الموجودة في بلدان الشمال، نموذج الشمال. والفرق الرئيسي بين هذه الاقتصادات من الاقتصادات الانجلو ساكسونية هو نطاق حقوق المفاوضة الجماعية وسياسات المصالح الخاصة. يتم توضيح الاختلافات بين الاقتصادات الأنجلوسكسونية من خلال الضرائب ودولة الرفاهية. المملكة المتحدة لديها مستوى ضرائب أعلى بكثير من الولايات المتحدة. علاوة على ذلك، تنفق المملكة المتحدة أكثر مما تنفقه الولايات المتحدة على دولة الرفاهية كنسبة مئوية من الناتج المحلي الإجمالي كما تنفق أكثر من إسبانيا أو البرتغال أو هولندا. لا يزال رقم الإنفاق هذا أقل بكثير من رقم فرنسا أو ألمانيا.
في شمال أوروبا القارية، تستخدم معظم البلدان نماذج الاقتصاد المختلط، تسمى رأسمالية الراين  (مصطلح حالي يستخدم بشكل خاص للاقتصاد الكلي لألمانيا وفرنسا وبلجيكا وهولندا)، أو قريب من النموذج الشمالي (والذي يشير إلى الاقتصاد الكلي في الدنمارك وآيسلندا والنرويج والسويد وفنلندا).
يدور الجدل الدائر بين الاقتصاديين حول النموذج الاقتصادي الأفضل، حول المنظورات المتعلقة بالفقر وانعدام الأمن الوظيفي والخدمات الاجتماعية وعدم المساواة. بشكل عام، يجادل دعاة الرأسمالية الأنجلوسكسونية بأن الاقتصادات الأكثر تحررا تنتج ازدهارًا عامًا أكبر  بينما يعارض المدافعون عن النماذج القارية أنهم ينتجون تباينًا أقل وتقليل الفقر عند أدنى الهوامش.
لقد أبرز صعود الصين أهمية النموذج الاقتصادي البديل الذي ساعد على دفع اقتصاد الصين لمدة ثلاثين عامًا منذ إصلاحات عام 1978. اقتصاد السوق الاشتراكي أو نظام قائم على ما يسمى «الاشتراكية ذات الخصائص الصينية». تقدم الصين بشكل متزايد نموذجًا للتنمية بديلاً عن النموذج الأنجلوسكسوني للاقتصادات الناشئة في إفريقيا وآسيا.

## تاريخ النموذج الأنجلو سكسوني
تنبثق رأسمالية الأنجلوسكسونية عن نمو وتطور الاقتصاد الأنجلوسكسوني في القرن الحادي عشر. يمكن تفسير النمو جزئياً بالأراضي الخصبة التي يمكن الوصول إليها في إنجلترا، ومصائد الأسماك الغنية والودائع المعدنية. ومع ذلك، لم يكن الناس قادرين على استغلال هذه الموارد بنجاح كبير لو لم تكن هناك تغييرات جوهرية في المؤسسات الإنجليزية بين القرنين الثامن والحادي عشر. تم استبدال نظام المقايضة الأقدم بنظام أحدث حيث تم تبادل السلع مقابل المال. بالإضافة إلى ذلك، تم تحديد سعر هذه السلع حسب العرض والطلب، وعلى هذا النحو يمكن اعتبار أن نموذج «الأنجلوسكسونية» للتطور بدأ قبل فترة طويلة من سبعينيات القرن الماضي حيث يمكن للسوق بالفعل التأثير على بعض عناصر النموذج. أحد الأسباب التي جعلت اقتصاديات السوق تحظى بشعبية في ذلك الوقت هو «تحويل الطوارئ»، وهي الأحداث الكارثية التي أحدثت تغييرات على المجتمع التي أجبرتهم على التجارة في السوق. هذه هي التغييرات التي يقوم بها أعضاء المجتمع من أجل البقاء. دفع غزو الفايكينغ والضرائب الإضافية الإنجليزية لتطوير اقتصاد السوق. أدى توفير المال ألفريد ونظام العدالة إلى خفض تكاليف المعاملات، ونتيجة لذلك، حفز التجارة القائمة على السوق بشكل عام، فإن التحول الأساسي للنظام المخصص لأنجلو ساكسونية إنجلترا أجبر الأفراد على التكيف مع التغييرات أو أن تترك وراءها.
نموذج الأنجلو سكسوني خرج في السبعينيات من كلية شيكاغو للاقتصاد. يفسر العودة إلى الليبرالية الاقتصادية في البلدان الأنجلوسكسونية بفشل الإدارة الاقتصادية الكينزية في السيطرة على الركود في السبعينيات وأوائل الثمانينيات. تم تصميم النموذج الأنجلو ساكسوني من أفكار فريدمان وخبراء الاقتصاد في مدرسة شيكاغو. والحكمة التقليدية للأفكار الاقتصادية الليبرالية ما قبل كينيزية التي ذكرت أن النجاح في مكافحة التضخم يعتمد على إدارة عرض النقود في حين أن الكفاءة في استخدام الموارد وأن الأسواق غير المقيدة هي الأكثر فعالية لهذا الهدف المتمثل في مكافحة التضخم.
بحلول نهاية السبعينيات، كان النموذج الاقتصادي البريطاني بعد الحرب في ورطة. بعد فشل حزب العمال في حل المشكلات، ترك الأمر لمحافظي مارغريت ثاتشر لعكس التدهور الاقتصادي في بريطانيا. خلال فترة ولاية تاتشر الثانية، بدأت طبيعة الاقتصاد البريطاني ومجتمعه في التغير. إن التسويق والخصخصة والتناقص المتعمد لبقايا النموذج الاجتماعي الديمقراطي بعد الحرب تأثرت جميعها بالأفكار الأمريكية. لقد أعاد عصر تاتشر التفكير الاجتماعي والاقتصادي البريطاني، ولم يستورد جملة من الأفكار والممارسات الأمريكية. لذلك، لم يتسبب التحول البريطاني إلى اليمين في أي تقارب حقيقي مع المعايير الاجتماعية والاقتصادية الأمريكية. ومع ذلك، مع مرور الوقت النهج البريطاني، ينبغي أن تكون مستوحاة من الاقتصادات الأوروبية من نجاح الولايات المتحدة، وبناء القرب الإيديولوجي مع الولايات المتحدة. بعد عملية نقل السياسة من الولايات المتحدة، أصبح من الواضح أن النموذج الاقتصادي الأنجلو سكسوني المميز كان يتشكل.

## أنواع النماذج الاقتصادية الأنجلوسكسونية
وفقًا لبعض الباحثين، لا يتم إنشاء جميع نماذج الاقتصاد الليبرالي على قدم المساواة. هناك أنواع فرعية مختلفة وأشكال مختلفة بين الدول التي تمارس الرأسمالية الأنجلوسكسونية. أحد هذه الاختلافات هو الليبرالية الاقتصادية الكلاسيكية الجديدة المعروضة في الاقتصادات الأمريكية والبريطانية. الافتراض الأساسي لهذا الاختلاف هو أن الأنانية المتأصلة للأفراد يتم نقلها عن طريق سوق التنظيم الذاتي إلى رفاهية اقتصادية عامة. في الليبرالية الاقتصادية الكلاسيكية الجديدة، يجب أن يعمل السوق التنافسي كآليات موازنة توفر الرفاهية الاقتصادية والعدالة التوزيعية. أحد الأهداف الرئيسية لليبرالية الاقتصادية في الولايات المتحدة والمملكة المتحدة، والتي تأثرت بشكل كبير بأفكار فريدريش فون هايك، هو أن الحكومة يجب أن تنظم النشاط الاقتصادي؛ لكن يجب ألا تتورط الدولة كممثل اقتصادي.
الاختلاف الآخر لليبرالية الاقتصادية هو "النموذج المتوازن"  أو "لأوردول ال التنظيمية ليبرالية" (المفهوم مأخوذ من مفهوم "ordo"، الكلمة اللاتينية لـ "ordالليبراليةbالتنظيمية eralism تعني نظامًا اقتصاديًا مثاليًا سيكون أكثر تنظيما من الاقتصاد المدعوم من الليبراليين الكلاسيكيين. بعد انهيار سوق الأوراق المالية عام 1929 والكساد العظيم، جادل مثقفو مدرسة فرايبورغ الألمانية أنه لضمان عمل السوق بفعالية، يجب على الحكومة القيام بدور نشط، مدعومًا بنظام قانوني قوي وإطار تنظيمي مناسب. لقد ادعوا أنه بدون حكومة قوية، المصالح الخاصة ستقوض المنافسة في النظام الذي يتميز بالاختلافات في القوة النسبية. اعتقد الأوردوليبراليون أنه يجب الفصل بين الليبرالية (حرية الأفراد في المنافسة في الأسواق) والحرية (حرية الأسواق من التدخل الحكومي). أدان والتر أوكن، الأب المؤسس وواحد من أكثر ممثلي مدرسة فرايبورج نفوذاً، الليبرالية الكلاسيكية التي ترتكز على "السذاجة الطبيعية". يوضح أوكن أن السوق والمنافسة لا يمكن أن توجدا إلا إذا تم إنشاء نظام اقتصادي من قبل دولة قوية. يجب تحديد سلطة الحكومة بشكل واضح، ولكن في المنطقة التي تلعب فيها الدولة دورًا، يجب أن تكون الدولة نشطة وقوية. بالنسبة الليبراليين التنظيميين، فإن النوع الصحيح من الحكومة هو حل المشكلة. ادعى ألكساندر روستو أن الحكومة يجب أن تمتنع عن المشاركة في الأسواق. كان ضد الحمائية والإعانات أو الكارتلات. ومع ذلك، اقترح السماح بالتدخل المحدود طالما استمر "في اتجاه قوانين السوق". هناك اختلاف آخر بين اثنين من الاختلافات هو أن الليبراليين التنظيميين قد رأوا العدو الرئيسي للمجتمع الحر في الاحتكارات بدلاً من الدولة. من الصعب أن تظهر بشكل تجريبي تأثيرًا مباشرًا في تاريخ النظام الليبرالي في أستراليا أو كندا. ومع ذلك، فإن الليبرالية الاقتصادية في أستراليا وكندا تشبه الليبرالية الألمانية أكثر بكثير من الليبرالية الكلاسيكية الجديدة في الولايات المتحدة وبريطانيا. التفسيرات المختلفة للمدرسة الاقتصادية الأنجلو سكسونية، وخاصة التبريرات والتصورات المختلفة لتدخل الدولة في الاقتصاد، أدت إلى اختلافات في السياسة داخل هذه البلدان. ثم استمرت هذه السياسات وأثرت على العلاقة بين القطاعين العام والخاص. على سبيل المثال، في الولايات المتحدة، تفرض الدولة معدلات ضريبية منخفضة بشكل ملحوظ مقارنة بالمملكة المتحدة. في المقابل، تستثمر حكومة المملكة المتحدة في برامج الرعاية الاجتماعية والخدمات الاجتماعية أكثر منالتي تقدمها حكومة الولايات المتحدة.

## قائمة المراجع
- Reginald Dale (26 نوفمبر 1999). "Japan Is Transforming Its Economy". Thinking Ahead / Commentary. انترناشيونال هيرالد تريبيون. مؤرشف من الأصل في 2011-06-04. اطلع عليه بتاريخ 2008-04-07.
- Joerges، Christian؛ Strath, Bo؛ Wagner, Peter (2005). The Economy as a Polity: The Political Constitution of Contemporary Capitalism. Routledge Cavendish. ص. 227. ISBN:978-1-84472-070-5.
- Mitchell، William؛ Muysken، Joan؛ Van Veen، Tom؛ Centre of Full Employment and Equity (2006). Growth and cohesion in the European Union: The Impact of Macroeconomic Policy. Edward Elgar Publishing. ص. 250. ISBN:978-1-84542-611-8.
- Jurgen Reinhoudt (29 أكتوبر 2007). "Showtime for Sarkozy". Economic Policy. The American  [لغات أخرى]‏. مؤرشف من الأصل في 2009-02-14. اطلع عليه بتاريخ 2008-04-07.{{استشهاد بخبر}}:  صيانة الاستشهاد: علامات ترقيم زائدة (link)
- Richter, Eberhard؛ Fuchs, Ruth (15 نوفمبر 2003). "Rhine Capitalism, Anglo-Saxon Capitalism and Redistribution". The Future of Social Security Systems (Conference). Indymedia UK. مؤرشف من الأصل (Excerpt, English translation of German original) في 2017-08-10. اطلع عليه بتاريخ 2008-07-04.
- Sapir، André (يونيو 2006). "Globalization and the Reform of European Social Models". JCMS: Journal of Common Market Studies. ج. 44 ع. 2: 369–390. DOI:10.1111/j.1468-5965.2006.00627.x.
- Steve Schifferes (2 يونيو 2005). "Blow to EU economic reform hopes". Business. بي بي سي نيوز. مؤرشف من الأصل في 2019-08-28. اطلع عليه بتاريخ 2008-04-07.